# Crocidolomia binotalis
Crocidolomia binotalis là một loài bướm đêm trong họ Crambidae.